# Миодраг Марић
Миодраг Марић (рођен 17. јула 1957. у Ужицу) бивши је југословенски и српски кошаркаш.

## Каријера
Марић је играо за Партизан у периоду од 1974. до 1986. године. Трећи је најбољи стрелац у историји Партизана са 4.688 поена. Испред њега су Драган Кићановић (6.520) и Дражен Далипагић (8.278). За црно-беле је одиграо 362 утакмице.

## Трофеји

### Партизан
- Првенство Југославије (3) : 1976, 1979, 1981.
- Куп Југославије (1) : 1979.
- Куп Радивоја Кораћа (2) : 1978, 1979.